# Discocactus horstii
Discocactus horstii es una especie de planta suculenta perteneciente al género Discocactus, dentro de la familia Cactaceae. Es endémica del sudeste de Brasil (concretamente de la Serra do Barão (Grão Mogol), al norte del estado brasileño de Minas Gerais).

## Descripción
Discocactus horstii es una especie de cactus pequeño que crece de forma solitaria y tiene forma globular deprimida. Los tallos miden unos 2 cm de alto y hasta 6 cm de diámetro. Tienen la epidermis de color marrón púrpura a verde y sus raíces son ramificadas.
Presenta de 15 a 22 costillas bien definidas dispuestas de forma vertical o ligeramente en espiral. No se encuentran divididas en tubérculos y son algo sinuosas en el espacio que hay entre las areolas. Sobre ellas se asientan de 2 a 6 areolas por costilla y van de ovaladas a alargadas. No aparecen hundidas y miden de 1 a 1,5 mm de largo, con un ancho de 0,25 a 1 mm.
Las espinas son de color marrón con un recubrimiento gris y tienen forma de peine. Aparecen firmemente adheridas al tallo y no poseen ninguna espina central. Las espinas radiales van de 9 a 11 y miden de 3 a 3,5 cm de longitud.

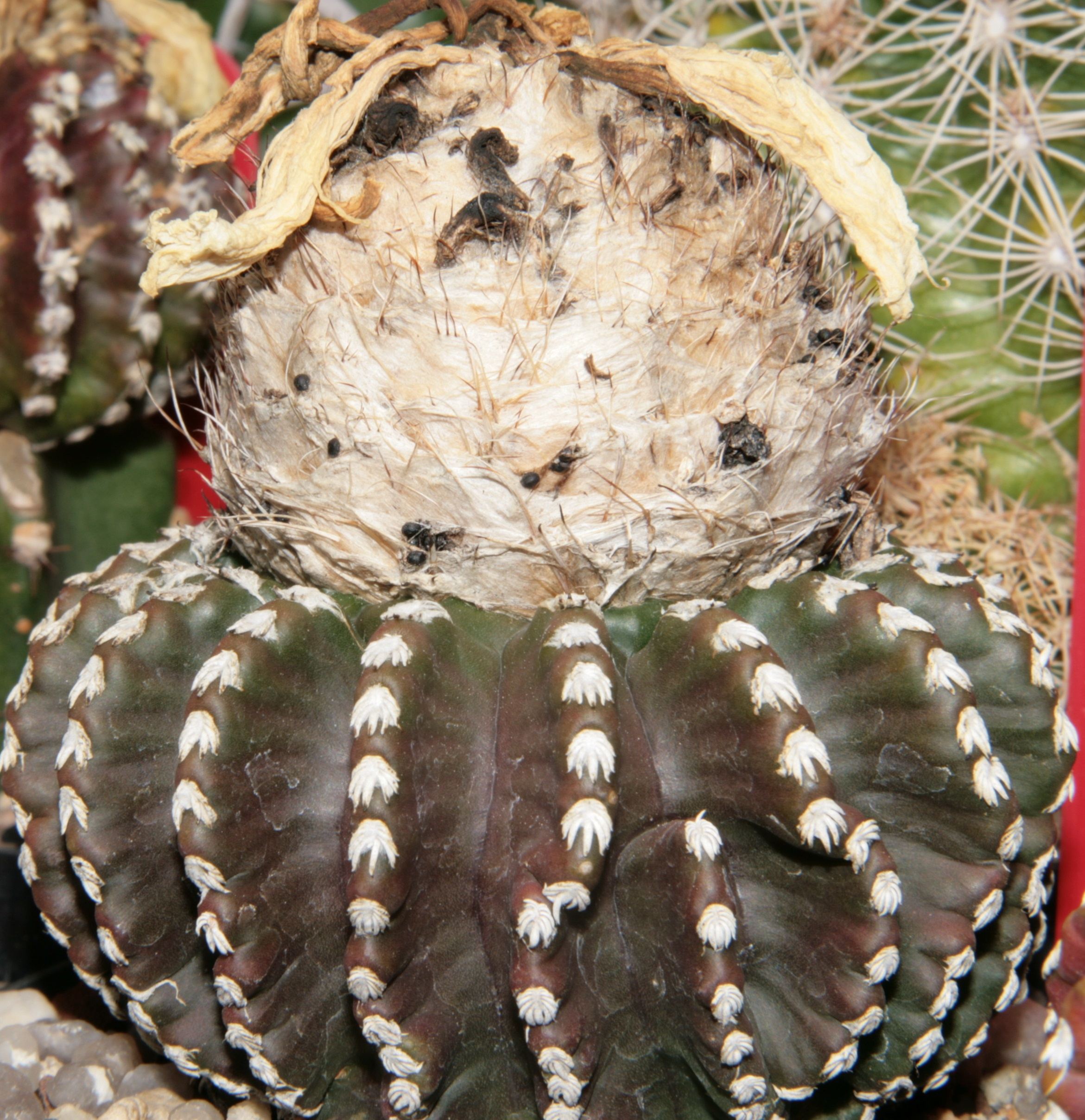
Detalle del cefalio

En el ápice de las planta adultas se forma una estructura lanosa llamada cefalio, el cual mide de 1 a 1,5 cm de altura y de 1,8 a 2 cm de diámetro. Está compuesto por lana de color blanco y en su margen presenta algunas cerdas de color vivo a oscuro de hasta 2 cm de longitud. Esta estructura protege el extremo apical más sensible de la planta, tanto de las incidencias del frío nocturno como de las radiaciones ultravioletas demasiado intensas. Además, se cree que este cefalio tiene una función de atracción de polinizadores, ya que incluso antes de aparecer las flores suelen ser muy vistosos.
Las flores son blancas, de aroma dulce (fragantes) y tienen forma tubular. Surgen en el borde del cefalio, se abren por la noche y son polinizadas por polillas. Miden de 6 a 7,5 cm de largo y hasta 6 cm de diámetro, y los botones florales son de color amarillo-marrón. Su pericarpelo (ovario) aparece desnudo en la base y está cubierto de muy pocas escamas desnudas en sus axilas superiores. El tubo floral (receptáculo) es delgado, mide 3,6 cm de largo y tiene escamas de color amarillo-marrón en el exterior y blancas en el interior. Los segmentos internos del perianto miden de 2 a 2,4 cm de largo y son de color blanco, y los externos, miden de 3 a 3,5 cm de longitud y también son blancos.
Los estambres tienen filamentos de 3 a 4 mm de largo, con anteras color amarillo de 0,7 mm. El estilo mide 3,7 cm de largo y el estigma presenta hasta 6 lóbulos. En su interior contiene óvulos dispuestos en racimos de 2 a 4, con funículos desnudos o con pelos.
Los frutos son de color blanco y tienen forma claviforme. Cuando están maduros se abren longitudinalmente y conservan restos florales persistentes. Miden hasta 3 cm de largo y unos 0,4 cm de ancho. En su interior contienen semillas negras brillantes y de forma ovalada. Miden de 1 a 1,1 mm de largo y tienen una testa con numerosos tubérculos en forma de pezón dispuestos en hileras.

## Distribución y hábitat
El área de distribución nativa de esta especie es el sudeste de Brasil (concretamente en la Serra do Barão (Grão Mogol), al norte del estado brasileño de Minas Gerais) y crece principalmente bajo arbustos en el bioma tropical estacionalmente seco.

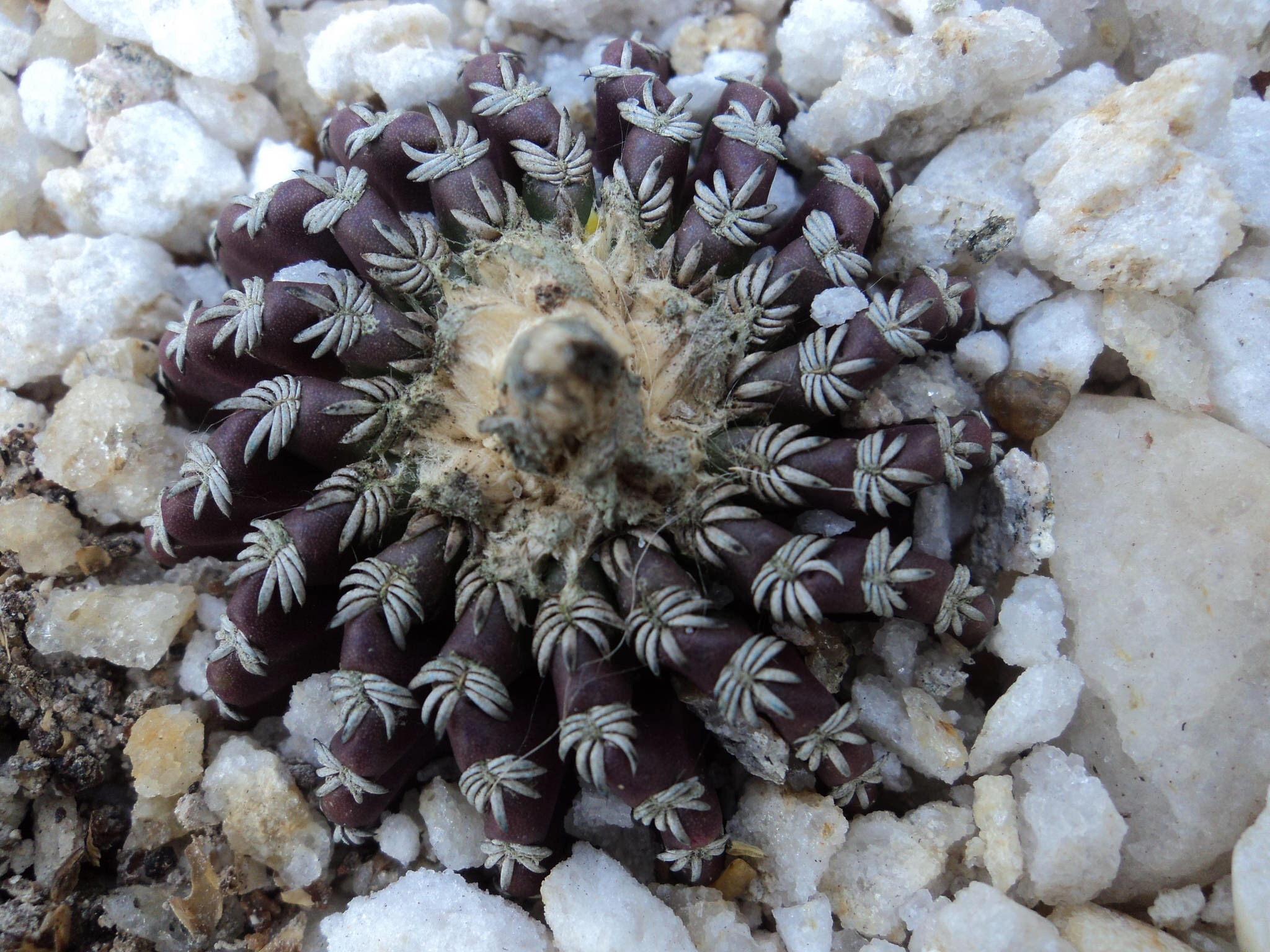
Detalle del ápice

Habita en suelos de grava y arena de cuarzo, a elevaciones de 800 a 1200 metros sobre el nivel del mar.

## Taxonomía
Discocactus horstii fue descrita por los botánicos neerlandeses Albert Frederik Hendrik Buining y A.J. Brederoo y publicada por primera vez en la revista científica Kakteen und andere Sukkulenten 53: CVIf en 1973.
Etimología
- Discocactus: nombre genérico formado a partir de las palabras griegas diskos (que significa 'disco', en el sentido de 'plano') y kaktos (que significa 'cardo' o 'planta espinosa'), haciendo referencia al carácter discoidal y aplanado de la mayoría de sus especies.
- horstii: epíteto específico otorgado en honor de Leopoldo Horst, el descubridor de la especie.[6]

## Estado de conservación
En la Lista Roja de Especies Amenazadas de la UICN, la especie está clasificada como “Vulnerable (VU)”.
Las principales amenazas que sufre la especie se deben al deterioro del hábitat por efecto de la recolección ilegal y la extracción de cristales de cuarzo. Además, fue recolectado masivamente en la década de 1970 para el comercio hortícola internacional, lo que mermó considerablemente sus poblaciones.

## Usos

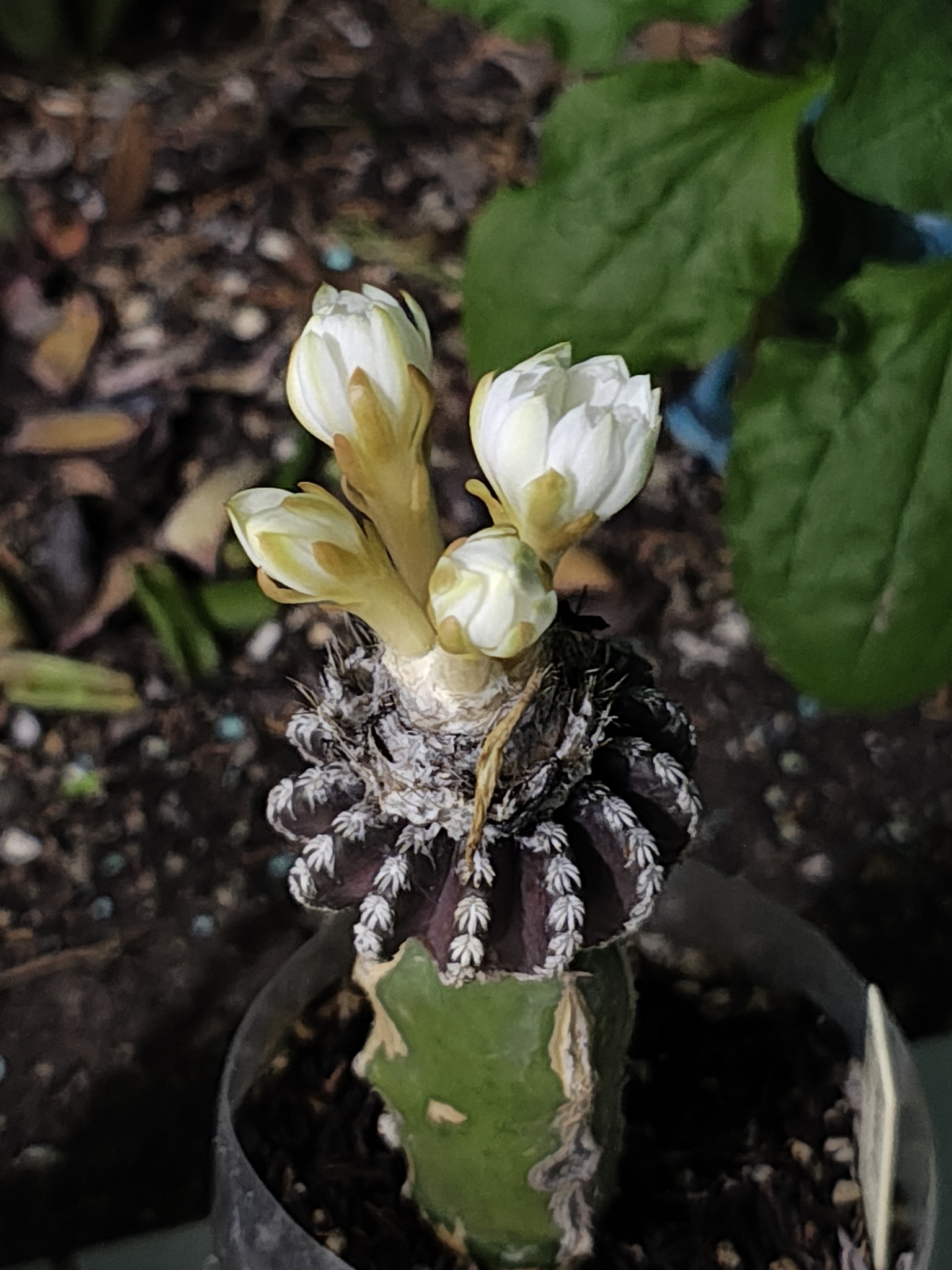
Injerto en flor

Se cultiva principalmente como planta ornamental debido a su valor estético. Su propagación se realiza, en la mayoría de los casos, mediante semillas. No obstante, es una especie notoriamente difícil de cultivar, especialmente cuando se mantiene en sus propias raíces, ya que presenta una alta sensibilidad a las heladas. Se recomienda mantenerla a temperaturas superiores a los 15 °C, aunque puede tolerar hasta 8 °C si se encuentra injertada.
Esta especie tolera la exposición a pleno sol, aunque prefiera la luz solar filtrada o la sombra parcial durante las horas más calurosas del día. Tiende a broncearse con luz intensa, lo que favorece la floración y una abundante producción de espinas. Prefiere una mezcla de tierra para cactus muy porosa, enriquecida con humus y roca granítica descompuesta. Prefiere un compost con un pH bajo, por lo que hay que evitar sustratos ricos en caliza, ya de lo contrario, su crecimiento se detendrá por completo.
Las plántulas jóvenes se injertan con frecuencia sobre portainjertos más resistentes, debido a su lento crecimiento y a la elevada susceptibilidad a la pudrición radicular. Aunque no tolera periodos prolongados de sequía absoluta, el exceso de riego también resulta perjudicial, ya que su sistema radicular es débil e ineficaz para absorber agua en suelos saturados.
Además, Discocactus horstii suele mostrar sensibilidad al trasplante y puede requerir un periodo prolongado para adaptarse y establecerse adecuadamente en un nuevo sustrato.